# Polyura arna
Polyura arna är en fjärilsart som beskrevs av Hans Fruhstorfer 1915. Polyura arna ingår i släktet Polyura och familjen praktfjärilar. Inga underarter finns listade i Catalogue of Life.